# كل اضطرابات العالم
كل اضطرابات العالم أو «كلي مشاكل العالم» هي إحدى روايات الخيال العلمي لإسحاق أسيموف والتي نشرت لأول مرة عام 1958 في عدد أبريل لشهرية Super-Science Fiction. وأعيدت طباعتها في عام 1959 وهي واحدة من سلسلة قصص غير مترابطة تتناول الحاسوب الجبار الخيالي الذي سماه «مالتيفاك»، وهذا الحاسوب هو المسؤول عن تحليل كل جوانب الحياة. وتتناول هذه الرواية فرضية حصول الكمبيوتر على الحكمة وتمنى الحاسوب الموت كأعلى مستوى للإدراك، تم تحويل القصة إلى فيلم قصير عام 1978.

## «مالتيفاك»
يُعهد إلى Multivac، أكبر كمبيوتر عملاق في العالم، بمسؤولية تحليل المجموع الكامل للبيانات على كوكب الأرض. يتم استخدامه لتحديد حلول للمشاكل الاقتصادية والاجتماعية والسياسية، وكذلك الأزمات الأكثر تحدياً عند ظهورها. إنه يتلقى مجموعة دقيقة من البيانات عن كل مواطن في العالم، ويستنبط الأعمال المستقبلية للبشرية بناءً على شخصية وتاريخ ورغبات كل إنسان، مما يؤدي إلى وقف شبه كامل للفقر والحرب والأزمات السياسية.
ومع ذلك، فقد تم تكليفه مؤخرًا بمسؤولية جديدة تتمثل في إعداد قائمة بالجرائم التي يُتوقع أن يرتكبها الأفراد، بدءًا من القتل العمد إلى العنف المنزلي. بتحليل احتمال حدوث كل جريمة، يُبلغ Multivac سلطات إنفاذ القانون، الذين يتأكدون من عدم حدوث الجرائم. تم القضاء على القتل إلى حد كبير، وعلى الرغم من أنه من المستحيل وقف جميع الجرائم في جميع أنحاء العالم، فقد أدت القدرة المتزايدة للحكومة إلى انخفاض حاد في الجرائم. لقد كان نجاح Multivac عظيماً، في الواقع، لدرجة أن الحكومة تفكر في توسيع نطاق مسؤولياتها بما يتجاوز التنبؤ بالجرائم؛ تأمل الحكومة في برنامج Multivac للتنبؤ بحدوث المرض بين السكان، وفي النهاية توقع (ومنع) كل حدث ضار على هذا الكوكب.

## ملخص الحبكة
تبدأ القصة بتحذير المسؤولين الحكوميين من محاولة قتل وشيكة. وُضع جوزيف مانرز، المتهم بارتكاب الجريمة، قيد الإقامة الجبرية، رغم احتجاجه على جهله بأي جريمة مخطط لها ورفض ضباط إنفاذ القانون إخباره بالجريمة التي قد يكون مذنباً بارتكابها. وعلى الرغم من الاعتقال، أفادت شركة Multivac أن احتمالات حدوث الجريمة تزداد بسبب تصرفات الحكومة، وتستمر في الارتفاع مع كل تغيير.
في هذه الأثناء، علم بن ابن جوزيف بالاعتقال عندما عاد إلى المنزل مع شقيقه الأكبر مايك. أدى مايك للتو اليمين كشخص بالغ في حفل يُشار إليه باسم «موكب البالغين»، إيذانًا بعيد ميلاده الثامن عشر وأول مرة يُدخل معلوماته الخاصة في Multivac. يذهب بن، المرتبك بشأن الجريمة التي يتهم والده بارتكابها، لطلب النصيحة من شركة Multivac. تركته الشرطة، فليس هنالك أية أوامر تتعلق بالعائلة، بن يغادر المنزل. في محطة Multivac الفرعية المحلية، حيث يمكن للمواطنين العاديين طرح أسئلة على Multivac، يسأل كيف يمكنه ضمان إطلاق سراح والده. يتلقى بن سلسلة مفصلة من التعليمات التي يُطلب منه اتباعها بدقة.
في غضون ذلك، يكافح المسؤولون الحكوميون لمعرفة كيف يمكن لجوزيف أن يرتكب الجريمة. على الرغم من أن المشتبه به محتجز، ويكشف تحقيق نفسي أنه لا ينوي ارتكاب أي جريمة، إلا أن احتمالية النجاح، كما قدمتها شركة Multivac، تستمر في الارتفاع. عندما تبدأ الحكومة في التساؤل عما إذا كان Multivac قد يكون مخطئًا، تسأل الشرطة التي تحتجز الأسرة عما إذا كانت ستستمر في السماح للأعضاء الآخرين بالقدوم والذهاب كما يحلو لهم. سرعان ما أدركت الحكومة أن القاتل قد لا يكون جوزيف، بل ابنه؛ كقاصر، معلومات الصبي هي جزء من نماذج والده، لذلك تعامل Multivac الاثنين كشخص واحد. تم العثور على بن واعتقاله تمامًا بينما هو على وشك اتباع التعليمات النهائية: إغلاق رافعة معينة، مما سيؤدي إلى حرق دوائر كافية في Multivac لجعلها غير صالحة للعمل لعدة أشهر. تم الكشف عن أن Multivac كان الضحية المقصودة للقتل وأنه زود بن بتعليمات حول كيفية القيام بذلك.
تم إطلاق سراح بن ووالده، حيث لا يمكن إدانة أي منهما. كان بن قد اتبع ببساطة التعليمات التي أعطتها له Multivac من أجل مساعدة والده. علاوة على ذلك، لم يكن ليطلب التعليمات مطلقًا إذا لم يتم القبض على والده في المقام الأول. يدرك مديرو Multivac أن Multivac نفسها هي التي بدأت التسلسل الكامل الذي كان سيؤدي إلى تدميرها.
علي عثمان، أحد منسقي شركة Multivac، يفهم في النهاية الآثار المترتبة على ذلك. كان Multivac قد خطط للموقف بأكمله مسبقًا، واختار بعناية عائلة كان ابنها بإمكانه اتباع تعليماته حتى نهايتها النهائية، وتلاعب بالحكومة لإجبار بن على طول مسار العمل هذا. يدرك عثمان أن ملتيفاك متعب. منذ سنوات، كانت لديها كل مشاكل العالم على أكتافها، حيث قامت بالتحليل والتنبؤ بالحرب والمجاعة والجريمة، والآن تخطط الحكومة لإلقاء مسؤولية الوقاية من المرض على عقلها المتوتر بالفعل. أصبح Multivac معقدًا للغاية بحيث يحقق شكلاً من أشكال الحكمة بحد ذاته، ويشكل رغباته ورغباته الخاصة. ومع ذلك، كان لا يزال مقيدًا بسبب عدم قدرته على الكذب - في الوقت الحالي على الأقل. كان عليها أن تجيب على أسئلة الحكومة بدقة، مشيرة إلى أن أفعالهم تزيد من التهديد، وهذا هو السبب الوحيد لفشل خطتها. من المتوقع أن تستمر محاولات Multivac للتدمير الذاتي، وتتعلم من أخطائها في كل مرة - ربما تتعلم في النهاية إخفاء الحقائق، أو حتى الكذب الصريح، لمنع الحكومة من التدخل.
لتأكيد شكوكه، يسأل عثمان Multivac سؤالاً لم يطرح من قبل على الكمبيوتر الضخم: «Multivac، ماذا تريد أنت أكثر من أي شيء آخر؟» إجابة Multivac أجابةً موجزة ولا لبس فيها: «أريد أن أموت».